# Pesniški turnir
Pesniški turnir je natečajni izbor za izvirne neobjavljene slovenske pesmi, ki ga je avtorica prireditve Zora A. Jurič ustanovila leta 2000. Med leti 2006 in 2021 ga je prirejala Založba Pivec, od leta 2022 naprej pa se odvija pod streho ustanove Pranger. Poteka v več krogih, zmagovalka ali zmagovalec si pridobi naslov vitez oz. vitezinja poezije, kovano vrtnico in denarno nagrado. Prireditev je ob večernici (1997) in Nagradi Vasje Cerarja (od 2022) ena od treh nacionalnih literarnih nagrad, ki se podeljujejo v Mariboru, in edina za poezijo.  

## Potek
Pranger objavi natečaj, na katerem lahko sodelujejo pesnice in pesniki iz vse Slovenije z eno neobjavljeno pesmijo v slovenskem jeziku, ki je dolga največ 60 verzov, avtorji pa so starejši od 16 let. Strokovna komisija nato izbere 24 najboljših pesmi, ki jih razdeli v dva polfinala, ki potekata v različnih krajih. Polfinalna turnirja sta bila prvič uvedena za 8. turnir leta 2008. Dosedanje lokacije polfinalov:
| #     | Leto      | Prvi polfinale                                   | Drugi polfinale                                  |
| ----- | --------- | ------------------------------------------------ | ------------------------------------------------ |
| 1.-7. | 2001-2007 | Polfinalov ni bilo.                              | Polfinalov ni bilo.                              |
| 8.    | 2008      | Novo mesto                                       | Velenje                                          |
| 9.    | 2009      | Ptuj                                             | Slovenj Gradec                                   |
| 10.   | 2010      | Celovec                                          | Murska Sobota                                    |
| 11.   | 2011      | Koper                                            | Celje                                            |
| 12.   | 2012      | Kranj                                            | Nova Gorica                                      |
| 13.   | 2013      | Ljubljana                                        | Šmartno v Goriških Brdih                         |
| 14.   | 2014      | Hrovača                                          | Negova                                           |
| 15.   | 2015      | Ormož                                            | Piran                                            |
| 16.   | 2016      | Sežana                                           | Slovenske Konjice                                |
| 17.   | 2017      | Trst                                             | Lendava                                          |
| 18.   | 2018      | Jesenice                                         | Brežice                                          |
| 19.   | 2019      | Ravne na Koroškem                                | Postojna                                         |
| 20.   | 2020      | Polfinalov ni bilo oz. so potekali preko spleta. | Polfinalov ni bilo oz. so potekali preko spleta. |
| 21.   | 2021      | Polfinalov ni bilo oz. so potekali preko spleta. | Polfinalov ni bilo oz. so potekali preko spleta. |
| 22.   | 2022      | Radovljica                                       | Zagorje ob Savi                                  |
| 23.   | 2023      | Rogaška Slatina                                  | Idrija                                           |
| 24.   | 2024      | Žalec                                            | Cerknica                                         |

V vsakem od polfinalov se tako predstavi 12 avtoric in avtorjev. Strokovna komisija izbere 4 pesmi finalistke, 2 pa doda občinstvo z glasovanjem. Skupno število finalistk je tako 12. Nekdaj se je finale tradicionalno izvajal v Slovenskem narodnem gledališču v Mariboru, leta 2019 je potekal v Art kavarni bivšega hotela Piramida (zdaj Mercure Maribor City Center), od leta 2021 poteka v Kulturni četrti Minoriti na Lentu. Na prireditvi strokovna komisija razglasi zmagovalca, ki prejme naziv Vitez oziroma Vitezinja poezije, ročno kovano vrtnico, knjigo in denarno nagrado. Svojega zmagovalca izbere tudi občinstvo z glasovanjem. Dolgoletna voditelja finalne prireditve sta Nino Flisar in Zora A. Jurič, v preteklosti pa je bila voditeljica tudi Manca Košir.

### Strokovna komisija
Strokovno komisijo od leta 2010 sestavljajo trije člani (prej so jo štirje), nekateri sodelujejo več let, nekateri se menjavajo pogosteje. Člani strokovne komisije od leta 2007 naprej (po abecednem vrstnem redu priimkov):
- Aleš Berger (2009),
- Urška P. Černe (2015-2018),
- Nino Flisar (2007-2008),
- Lidija Gačnik Gombač (2009-2012),
- Anja Golob (2019),
- Borut Gombač (2007-2010, 2013-2017),
- Stanka Hrastelj (2020-2021),
- Jure Jakob (2023),
- Barbara Korun (2010-2012),
- Danica Križanič Müller (2007-2009, 2011),
- Josip Osti (2010-2012),
- mag. Zoran Pevec (2013-2014),
- dr. Irena Novak Popov (2013-2023),
- dr. Marcello Potocco (2018-2022),
- Veronika Šoster (2022-2023),
- Jure Jakob (2023-2024),
- Franci Novak (2024).

## Zmagovalci
Dosedanji vitezi in vitezinje poezije po izboru strokovne komisije in zmagovalci občinstva:
| #   | Leto | Vitez/Vitezinja poezije    | Zmagovalec/Zmagovalka občinstva   |
| --- | ---- | -------------------------- | --------------------------------- |
| 1.  | 2001 | Franjo Frančič             | Sabina Hvastja, Ana Marija Justin |
| 2.  | 2002 | Erika Vouk                 | Kim Komljanec                     |
| 3.  | 2003 | Cvetka Novak               | Cvetka Novak, Bina Štampe Žmavc   |
| 4.  | 2004 | Alenka Jovanovski          | Rosvita Švajger                   |
| 5.  | 2005 | Tomislav Vrečar            | Rade Vučkovac                     |
| 6.  | 2006 | Zoran Pevec                | Ana Porenta                       |
| 7.  | 2007 | Stanka Hrastelj            | Špela Jermol                      |
| 8.  | 2008 | Veronika Dintinjana        | Sebastian Koren                   |
| 9.  | 2009 | Lučka Zorko                | Maruška Šibila                    |
| 10. | 2010 | Franci Novak               | Marko Matičetov                   |
| 11. | 2011 | Rok Vahter                 | Nada Kavčič                       |
| 12. | 2012 | Tomaž Šalamun              | Zdravko Kokanović                 |
| 13. | 2013 | Lucija Mlinarič            | Štefan Titan                      |
| 14. | 2014 | David Bandelj              | Gregor Grešak                     |
| 15. | 2015 | Željko Perović             | Milena Miklavčič                  |
| 16. | 2016 | Dejan Koban                | Kaja Teržan                       |
| 17. | 2017 | Glorjana Veber             | Majda Kočar                       |
| 18. | 2018 | Nina Dragičević            | Nina Dragičević                   |
| 19. | 2019 | Nina Kremžar, Denis Škofič | Veronika Gradišek                 |
| 20. | 2020 | Tanja Božić                | Jernej Kusterle                   |
| 21. | 2021 | Kristian Koželj            | Zala Vidic                        |
| 22. | 2022 | Miljana Cunta              | Marjana Cmager                    |
| 23. | 2023 | Andrej Medved              | Anže Brodnik                      |
| 24. | 2024 | Peter Rezman               | Amra Huremović                    |

Na 21. turnirju leta 2021 so podelili tudi nagrado za najboljši videoposnetek pesmi. Prejela jo je Zala Vidic.
Na 22. turnirju leta 2022 so prvič podelili Prangerjevo novo nagrado Vizir za najboljšo videopoezijo. Nagrajenca do sedaj sta bila Tibor Hrs Pandur (2022) in Aljoša Toplak (2023).

## Statistični podatki

### Finalisti
V 23-ih izvedbah Pesniških turnirjev se je v finale uvrstilo 193 različnih pesnikov. 52 se jih je v finale uvrstilo vsaj dvakrat, med njimi jih je bilo 11 finalistov trikrat, dva štirikrat, petim pa je to uspelo kar petkrat.
- Petkratni finalisti: Željko Perović (vitez poezije 2015, bil pa je finalist že na prvem turnirju leta 2001), Ana Porenta, Katjuša Trampuž, Helena Zemljič in Milan Žniderič, ki je bil finalist kar petkrat zapored (med leti 2014 in 2018).
- Štirikratni finalisti: Franci Novak (vitez poezije 2010), Denis Škofič (vitez poezije 2019).
- Trikratni finalisti: Cvetka Bevc, Tibor Hrs Pandur, Tonja Jelen, Andrejka Jereb, Nina Kremžar (vitezinja poezije 2019), Jernej Kusterle, Cvetka Novak (vitezinja poezije 2003), Tanja Petelinek Hohler, Breda Pugelj, Marica Škorjanec in Lučka Zorko (vitezinja poezije 2009).[3][5][6]

Do delitve nagrade občinstva je prišlo dvakrat, v letih 2001 in 2003, do delitve nagrade strokovne komisije pa enkrat, in sicer leta 2019.

### Število poslanih pesmi
Najmanj pesnikov je sodelovalo na prvem turnirju leta 2001, ko so prejeli 58 pesmi. Na vseh ostalih izvedbah jih je vedno sodelovalo več kot 100. Največ pesmi je prispelo leta 2008, ko je edinkrat sodelovalo več kot 200 pesnikov, in sicer kar 205.
| #   | Leto | Število | #   | Leto | Število | #   | Leto | Število |
| --- | ---- | ------- | --- | ---- | ------- | --- | ---- | ------- |
| 1.  | 2001 | 58      | 11. | 2011 | 157     | 21. | 2021 | 113     |
| 2.  | 2002 | 183     | 12. | 2012 | 193     | 22. | 2022 | 126     |
| 3.  | 2003 | 132     | 13. | 2013 | 130     | 23. | 2023 | 105     |
| 4.  | 2004 | 157     | 14. | 2014 | 129     | 24  | 2024 | 118     |
| 5.  | 2005 | 171     | 15. | 2015 | 136     |     |      |         |
| 6.  | 2006 | 110     | 16. | 2016 | 172     |     |      |         |
| 7.  | 2007 | 132     | 17. | 2017 | 123     |     |      |         |
| 8.  | 2008 | 205     | 18. | 2018 | 176     |     |      |         |
| 9.  | 2009 | 134     | 19. | 2019 | 138     |     |      |         |
| 10. | 2010 | 156     | 20. | 2020 | 160     |     |      |         |

## Izdaje pesmi
Leta 2010 so pri tedanjem organizatorju turnirja, Založbi Pivec, izdali knjigo Iščem pesem - pa sem v njej. Uredil jo je Nino Flisar, v njej pa je zbranih vseh 119 finalnih pesmi s prvih desetih turnirjev. Moralo bi jih biti 120, vendar so na 2. Pesniškem turnirju leta 2002 enega izmed finalistov zaradi kršenja pravil diskvalificirali. Spremno besedo je napisal Borut Gombač, ki je večkrat sodeloval na turnirju kot član strokovne komisije.
Leta 2020 je ob dvajsetletnici turnirja izšel zbornik Pesniški turnir 2011-2020, v katerem so zbrali finalne pesmi druge dekade. Vanj so dodali tudi kratke interpretacijske opise posameznih pesmi, ki so jih napisali vsakoletni žiranti. Uvodnik je napisala pobudnica turnirja Zora A. Jurič, spremno besedo pa dolgoletna žirantka dr. Irena Novak Popov.
Na vsakem turnirju sicer izdajo Zbornik finalnih pesmi, v katerem so zbrane vse finalne pesmi s pripisanimi mnenji strokovne komisije.